# Metapenaeopsis lata
Metapenaeopsis lata är en kräftdjursart som beskrevs av Kubo 1949. Metapenaeopsis lata ingår i släktet Metapenaeopsis och familjen Penaeidae. Inga underarter finns listade i Catalogue of Life.